# Les Drogués
Pour plus de détails, voir Fiche technique et Distribution.
Les Drogués (Ohne Dich wird es Nacht) est un film dramatique allemand réalisé par Curd Jürgens et sorti en 1956.

## Synopsis
Le Dr Robert Kessler est un avocat à succès. Personne ne sait qu'il prend de la morphine depuis des années. Lors d'une audience au tribunal, le nouveau juriste bègue avait été incapable de présenter ses arguments et s'était ainsi senti exposé devant toute la salle. Plus tard, lorsqu'il a eu une colique biliaire à cause de la tension, son médecin lui a administré une dose de morphine qui non seulement l'a guéri, mais a également résolu ses problèmes d'élocution. Depuis, Robert prend le poison et il a besoin d'une nouvelle dose toutes les deux heures. Il sait comment il va finir, puisque Charly Justin, un ancien pilote de course célèbre, très dépendant, appauvri et vivant désormais dans un asile, lui montre où la dépendance peut vous mener.

## Fiche technique
- Titre français : Les Drogués ou Sans toi ! ou Sans toi tout est nuit ou L'Épreuve du feu ou L'Esclave[1]
- Titre original allemand : Ohne Dich wird es Nacht[2]
- Réalisateur : Margarethe von Trotta
- Scénario : Walter Forster (de)
- Photographie : Friedl Behn-Grund
- Montage : Caspar van den Berg
- Musique : Hans-Martin Majewski
- Production : Hans Abich (de), Rolf Thiele, Gero Wecker
- Sociétés de production : Filmaufbau GmbH (Göttingen), Arca-Filmproduktion GmbH (Berlin)
- Pays de production :  Allemagne de l'Ouest
- Langues originales : allemand
- Format : Noir et blanc - 1,33:1 - Son mono - 35 mm
- Durée : 103 minutes
- Genre : drame de la drogue
- Dates de sortie :
  - Allemagne de l'Ouest : 17 août 1956
  - Belgique : 30 novembre 1956
  - France : 4 mars 1959

## Distribution
- Curd Jürgens : Dr. Robert Kessler
- Eva Bartok : Gina Bergold
- René Deltgen : Charly Justin
- Ernst Schröder : Arthur Wehrmann
- Ursula Grabley : Hella, la barmaid
- Carl Wery : Le père de Robert
- Karin Evans : Mademoiselle Bahlke
- Hedwig Wangel : Julchen
- Leonard Steckel : Bräuning, professeur
- Wolfgang Neuss : Provisoire